# Kupařovice
Kupařovice (německy Kuprowitz) jsou obec v okrese Brno-venkov v Jihomoravském kraji. Rozkládají se v Dyjsko-svrateckém úvalu, v přírodním parku Niva Jihlavy. Žije zde 389 obyvatel.

## Název
Jméno vsi je odvozeno od osobního jména Kupař ("Kupařovi lidé") a to je pravděpodobně úprava obecného (písemně nedoloženého) kúpař ("lazebník").

## Historie
První písemná zmínka o obci pochází z roku 1337. K roku 1351 je v zemských deskách zaznamenána podoba názvu Cuparzowycz.

## Obyvatelstvo
| Rok            | 1869 | 1880 | 1890 | 1900 | 1910 | 1921 | 1930 | 1950 | 1961 | 1970 | 1980 | 1991 | 2001 | 2011 | 2021 |
| -------------- | ---- | ---- | ---- | ---- | ---- | ---- | ---- | ---- | ---- | ---- | ---- | ---- | ---- | ---- | ---- |
| Počet obyvatel | 219  | 252  | 255  | 259  | 285  | 275  | 251  | 178  | 199  | 223  | 217  | 263  | 282  | 270  | 353  |
| Počet domů     | 43   | 44   | 45   | 45   | 48   | 48   | 43   | 51   | 44   | 47   | 48   | 56   | 61   | 66   | 96   |

Vývoj počtu obyvatel

## Obecní správa

### Obecní symboly
Znak a vlajka byly obci uděleny rozhodnutím předsedy Poslanecké sněmovny Parlamentu České republiky dne 8. června 2004.

## Pamětihodnosti
- kaple Nanebevzetí Panny Marie[11]
- zámek Kupařovice

## Galerie

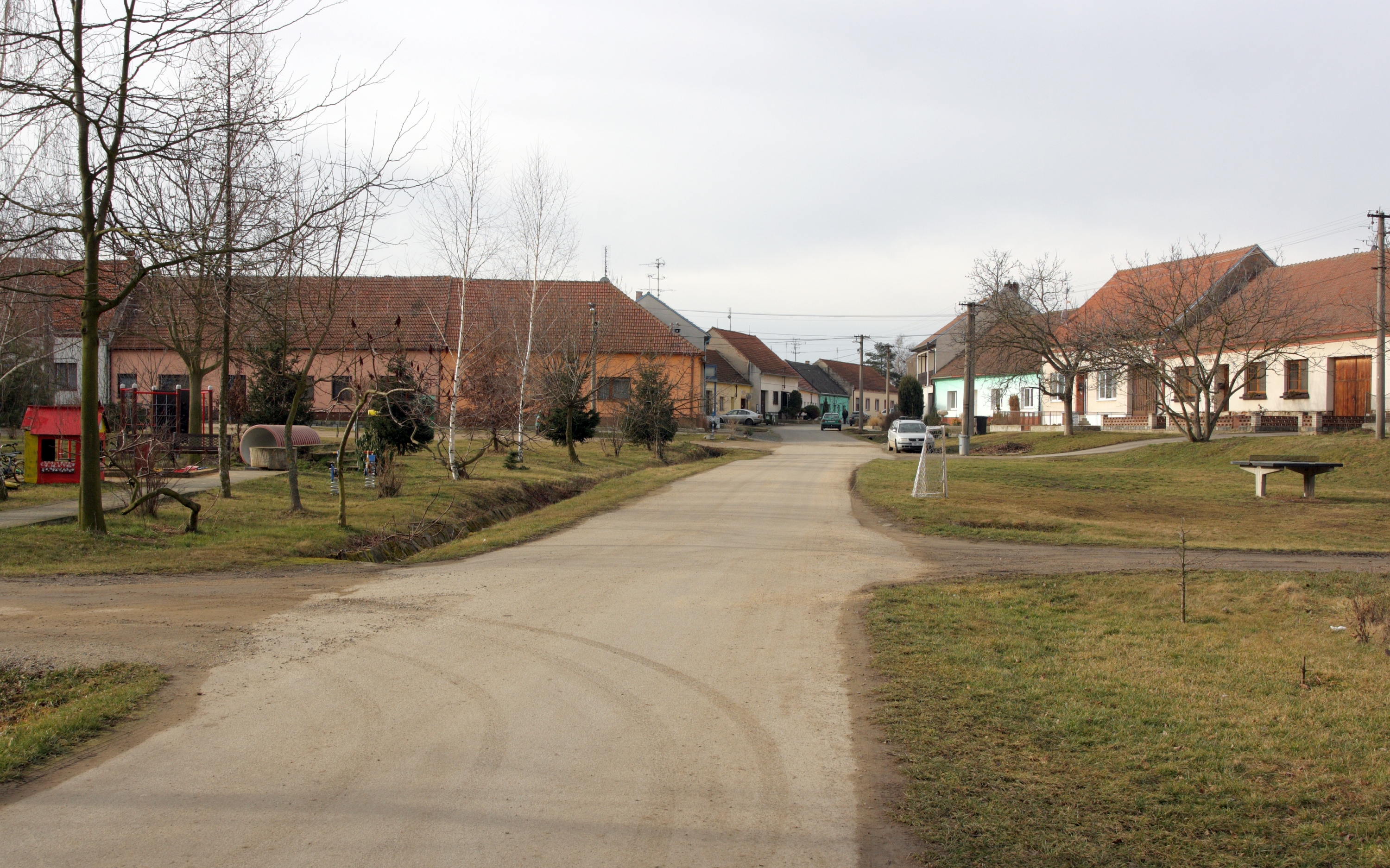
Náves
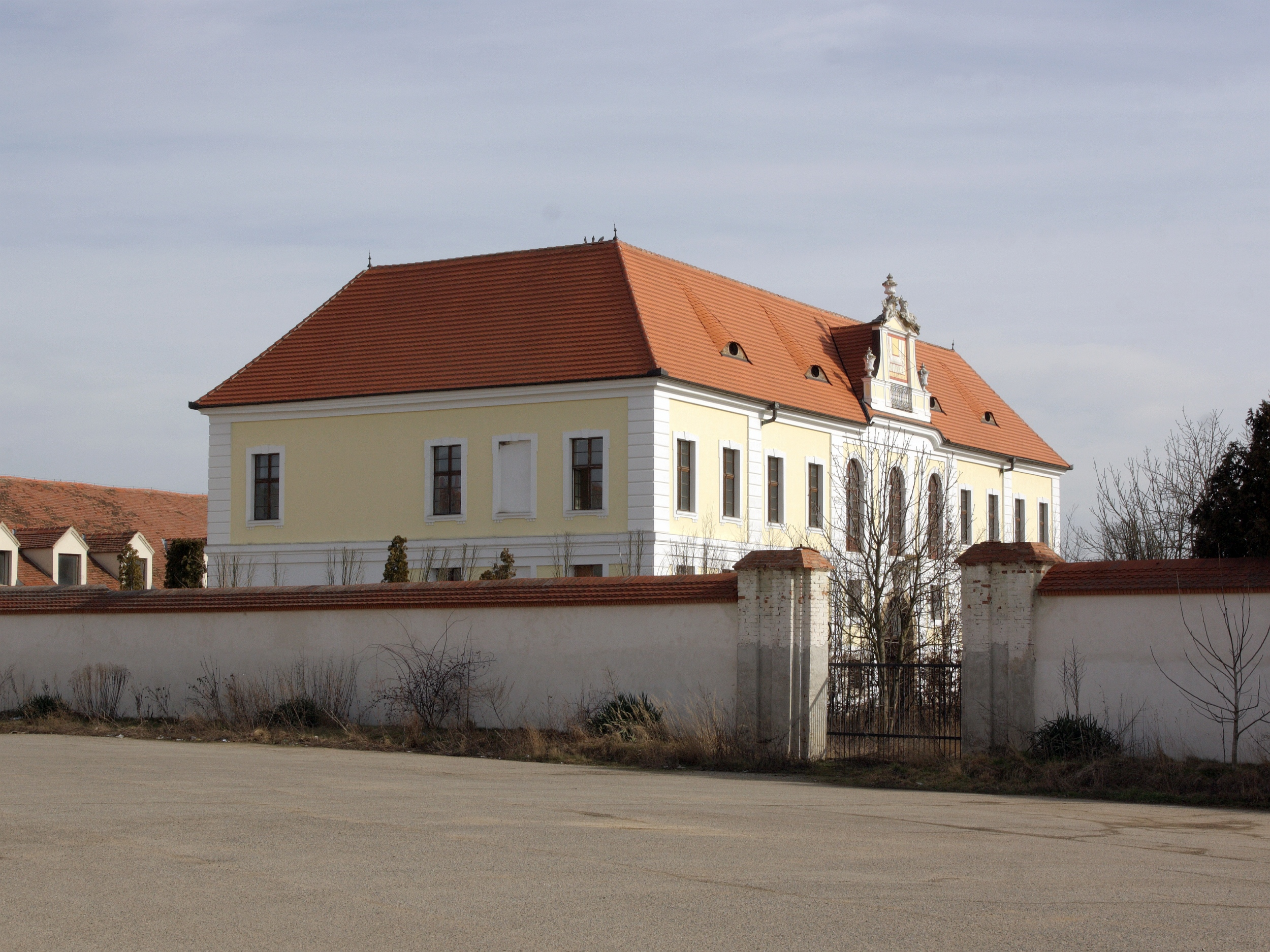
Zámek
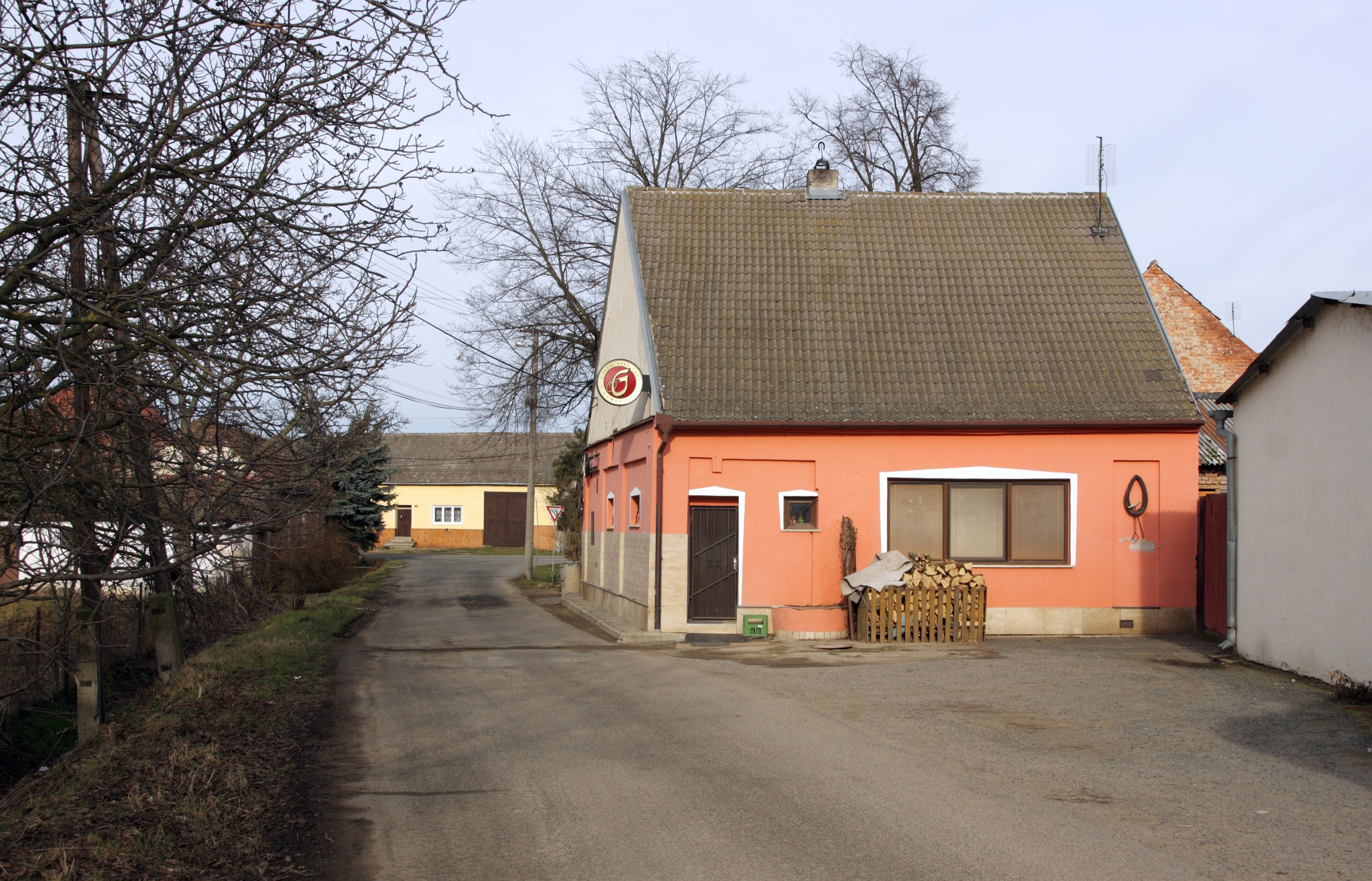
Hospoda